# مارتين لو كوز
مارتين لو كوز (بالفرنسية: Martine Le Coz)‏ هي كاتبة فرنسية، ولدت في 13 سبتمبر 1955 شارنت فرنسا. حصلت على جائزة رينودو الأدبية عام 2001.

## وصلات خارجية
- "Entretien avec Martine Le Coz", Ecrit vains, Brigit Bontour